# Nouvelle-Zélande aux Jeux paralympiques d'hiver de 2018
La Nouvelle-Zélande participe aux Jeux paralympiques d'hiver de 2018 à Pyeongchang, en Corée du Sud, du 9 au 18 mars 2018. Il s'agit de la onzième participation du pays aux Jeux paralympiques d'hiver.

## Composition de l'équipe
La délégation néo-zélandaise est composée de 3 athlètes prenant part aux compétitions dans 2 sports,.

### Ski alpin
- Adam Hall
- Corey Peters

### Snowboard
- Carl Murphy